# Hall of Fame Open
Infosys Hall of Fame Open — міжнародний чоловічий професійний тенісний турнір, який проводився з 1976 до 2024 року в Ньюпорті, США. Турнір не включено до розкладу туру ATP 2025 року.
Поєдинки відбувалися на відкритих травяних кортах, це останній турнір на траві в розкладі туру ATP, і єдиний поза Європою.

## Фінали

### Одиночний розряд
| Рік  | Чемпіон                                             | Фіналіст                                            | Рахунок                                             |
| ---- | --------------------------------------------------- | --------------------------------------------------- | --------------------------------------------------- |
| 1976 | Віджай Амрітрадж                                    | Браян Тічер                                         | 6–3, 4–6, 6–3, 6–1                                  |
| 1977 | Тім Галліксон                                       | Генк Пфістер                                        | 6–4, 6–4, 5–7, 6–2                                  |
| 1978 | Бернард Міттон                                      | Джон Джеймс                                         | 6–1, 3–6, 7–6                                       |
| 1979 | Браян Тічер                                         | Стен Сміт                                           | 1–6, 6–3, 6–4                                       |
| 1980 | Віджай Амрітрадж (2)                                | Ендрю Паттісон                                      | 6–1, 5–7, 6–3                                       |
| 1981 | Йохан Крік                                          | Генк Пфістер                                        | 3–6, 6–3, 7–5                                       |
| 1982 | Генк Пфістер                                        | Майк Естеп                                          | 6–1, 7–5                                            |
| 1983 | Джон Фіцджеральд                                    | Скотт Девіс                                         | 2–6, 6–1, 6–3                                       |
| 1984 | Віджай Амрітрадж (3)                                | Тім Майотт                                          | 3–6, 6–4, 6–4                                       |
| 1985 | Том Галліксон                                       | Джон Седрі                                          | 6–3, 7–5                                            |
| 1986 | Білл Скенлон                                        | Тім Вілкінсон                                       | 7–5, 6–4                                            |
| 1987 | Ден Голді                                           | Семмі Джаммалва                                     | 6–7, 6–4, 6–4                                       |
| 1988 | Веллі Месур                                         | Бред Дрюетт                                         | 6–2, 6–1                                            |
| 1989 | Джим П'ю                                            | Петер Лундгрен                                      | 6–4, 4–6, 6–2                                       |
| 1990 | Пітер Олдріч                                        | Даррен Кейгілл                                      | 7–6, 1–6, 6–1                                       |
| 1991 | Браян Шелтон                                        | Хав'єр Франа                                        | 3–6, 6–4, 6–4                                       |
| 1992 | Браян Шелтон (2)                                    | Алекс Антоніч                                       | 6–4, 6–4                                            |
| 1993 | Грег Руседскі                                       | Хав'єр Франа                                        | 7–5, 6–7(7–9), 7–6(7–5)                             |
| 1994 | Девід Вітон                                         | Тодд Вудбрідж                                       | 6–4, 3–6, 7–6(7–5)                                  |
| 1995 | Давід Пріносіл                                      | Девід Вітон                                         | 7–6(7–3), 5–7, 6–2                                  |
| 1996 | Ніколас Перейра                                     | Грант Стеффорд                                      | 4–6, 6–4, 6–4                                       |
| 1997 | Саргис Саргсян                                      | Бретт Стівен                                        | 7–6(7–0), 4–6, 7–5                                  |
| 1998 | Леандер Паес                                        | Невілл Годвін                                       | 6–3, 6–2                                            |
| 1999 | Кріс Вудруфф                                        | Кеннет Карлсен                                      | 6–7(5–7), 6–4, 6–4                                  |
| 2000 | Петер Весселс                                       | Єнс Кніппшильд                                      | 7–6(7–3), 6–3                                       |
| 2001 | Невілл Годвін                                       | Мартін Лі                                           | 6–1, 6–4                                            |
| 2002 | Тейлор Дент                                         | Джеймс Блейк                                        | 6–1, 4–6, 6–4                                       |
| 2003 | Роббі Джінепрі                                      | Юрген Мельцер                                       | 6–4, 6–7(3–7), 6–1                                  |
| 2004 | Грег Руседскі (2)                                   | Александер Попп                                     | 7–6(7–5), 7–6(7–2)                                  |
| 2005 | Грег Руседскі (3)                                   | Вінс Спейдія                                        | 7–6(7–3), 2–6, 6–4                                  |
| 2006 | Марк Філіппуссіс                                    | Джастін Гімелстоб                                   | 6–3, 7–5                                            |
| 2007 | Фабріс Санторо                                      | Ніколя Маю                                          | 6–4, 6–4                                            |
| 2008 | Фабріс Санторо (2)                                  | Пракаш Амрітрадж                                    | 6–3, 7–5                                            |
| 2009 | Ражів Рам                                           | Сем Кверрі                                          | 6–7(3–7), 7–5, 6–3                                  |
| 2010 | Марді Фіш                                           | Олів'є Рохус                                        | 5–7, 6–3, 6–4                                       |
| 2011 | Джон Ізнер                                          | Олів'є Рохус                                        | 6–3, 7–6(8–6)                                       |
| 2012 | Джон Ізнер (2)                                      | Ллейтон Г'юїтт                                      | 7–6(7–1), 6–4                                       |
| 2013 | Ніколя Маю                                          | Ллейтон Г'юїтт                                      | 5–7, 7–5, 6–3                                       |
| 2014 | Ллейтон Г'юїтт                                      | Іво Карлович                                        | 6–3, 6–7(4–7), 7–6(7–3)                             |
| 2015 | Ражів Рам (2)                                       | Іво Карлович                                        | 7–6(7–5), 5–7, 7–6(7–2)                             |
| 2016 | Іво Карлович                                        | Жіль Мюллер                                         | 6–7(2–7), 7–6(7–5), 7–6(14–12)                      |
| 2017 | Джон Ізнер (3)                                      | Меттью Ебден                                        | 6–3, 7–6(7–4)                                       |
| 2018 | Стів Джонсон                                        | Рамкумар Раманатхан                                 | 7–5, 3–6, 6–2                                       |
| 2019 | Джон Ізнер (4)                                      | Олександр Бублик                                    | 7–6(7–2), 6–3                                       |
| 2020 | Не проводився через Пандемію коронавірусної хвороби | Не проводився через Пандемію коронавірусної хвороби | Не проводився через Пандемію коронавірусної хвороби |
| 2021 | Кевін Андерсон                                      | Дженсон Бруксбі                                     | 7–6(10–8), 6–4                                      |
| 2022 | Максім Крессі                                       | Олександр Бублик                                    | 2–6, 6–3, 7–6(7–3)                                  |
| 2023 | Адріан Маннаріно                                    | Alex Michelsen                                      | 6–2, 6–4                                            |
| 2024 | Маркос Гірон                                        | Alex Michelsen                                      | 6–7(4–7), 6–3, 7–5                                  |

### Парний розряд
| Рік  | Чемпіони                                            | Фіналісти                                           | Рахунок                                             |
| ---- | --------------------------------------------------- | --------------------------------------------------- | --------------------------------------------------- |
| 1977 | Ісмаїл Ель-Шафей Браян Феерлі                       | Тім Галліксон Том Галліксон                         | 6–7, 6–3, 7–6                                       |
| 1978 | Тім Галліксон Том Галліксон                         | Колін Діблі Боб Гілтінен                            | 6–4, 6–4                                            |
| 1979 | Боб Лутц Стен Сміт                                  | Джон Джеймс Кріс Кехел                              | 6–4, 7–6                                            |
| 1980 | Ендрю Паттісон Балч Волтс                           | Фріц Бунінг Пітер Реннерт                           | 7–6, 6–4                                            |
| 1981 | Бред Дрюетт Ерік ван Діллен                         | Кевін Каррен Біллі Мартін                           | 6–2, 6–4                                            |
| 1982 | Енді Ендрюс Джон Седрі                              | Сід Болл Род Фролі                                  | 3–6, 7–6, 7–5                                       |
| 1983 | Віджай Амрітрадж Джон Фіцджеральд                   | Тім Галліксон Том Галліксон                         | 6–3, 6–4                                            |
| 1984 | Девід Ґрем Лорі Вордер                              | Кен Флек Роберт Сегусо                              | 6–4, 7–6                                            |
| 1985 | Пітер Дуен Семмі Джаммалва                          | Пол Еннекон Хрісто ван Ренсбург                     | 6–1, 6–3                                            |
| 1986 | Віджай Амрітрадж Тім Вілкінсон                      | Едді Едвардс Франсіско Гонсалес                     | 4–6, 7–5, 7–6                                       |
| 1987 | Ден Голді Larry Scott                               | Чіп Гупер Майк Ліч                                  | 1–6, 6–3, 7–5                                       |
| 1988 | Келлі Джонс Петер Лундгрен                          | Скотт Девіс Ден Голді                               | 6–3, 7–6                                            |
| 1989 | Патрік Гелбрайт Браян Герроу                        | Ніл Брод Стефан Крюґер                              | 2–6, 7–5, 6–3                                       |
| 1990 | Даррен Кейгілл Марк Кратцманн                       | Тодд Нелсон Браян Шелтон                            | 7–6, 6–2                                            |
| 1991 | Джанлука Поцці Бретт Стівен                         | Хав'єр Франа Брюс Стіл                              | 6–4, 6–4                                            |
| 1992 | Ройсе Деппе Давід Рікл                              | Пол Еннекон Девід Вітон                             | 6–4, 6–4                                            |
| 1993 | Хав'єр Франа Хрісто ван Ренсбург                    | Байрон Блек Джим П'ю                                | 4–6, 6–1, 7–6                                       |
| 1994 | Алекс Антоніч Грег Руседскі                         | Кент Кіннієр Девід Вітон                            | 6–4, 3–6, 6–4                                       |
| 1995 | Єрн Ренценбрінк Маркус Цюкке                        | Пол Кілдеррі Нуно Маркес                            | 6–1, 6–2                                            |
| 1996 | Маріус Барнард Піт Норвал                           | Пол Кілдеррі Майкл Теббутт                          | 6–7, 6–4, 6–4                                       |
| 1997 | Джастін Гімелстоб Бретт Стівен                      | Кент Кіннієр Александар Кітінов                     | 6–3, 6–4                                            |
| 1998 | Даг Флек Сендон Столл                               | Скотт Дрейпер Джейсон Столтенберг                   | 6–2, 4–6, 7–6                                       |
| 1999 | Вейн Артурс Леандер Паес                            | Саргис Саргсян Кріс Вудруфф                         | 6–7, 7–6, 6–3                                       |
| 2000 | Джонатан Ерліх Харел Леві                           | Кайл Спенсер Мітч Спренгелмеєр                      | 7–6(7–2), 7–5                                       |
| 2001 | Боб Браян Майк Браян                                | Андре Са Гленн Вейнер                               | 6–3, 7–5                                            |
| 2002 | Боб Браян Майк Браян                                | Юрген Мельцер Александер Попп                       | 7–5, 6–3                                            |
| 2003 | Джордан Керр Девід Макферсон                        | Юліан Ноул Юрген Мельцер                            | 7–6(7–4), 6–3                                       |
| 2004 | Джордан Керр Джим Томас                             | Грегорі Карраз Ніколя Маю                           | 6–3, 6–7(5–7), 6–3                                  |
| 2005 | Джордан Керр Джим Томас                             | Грейдон Олівер Тревіс Перротт                       | 7–6(7–5), 7–6(7–5)                                  |
| 2006 | Роберт Кендрік Юрген Мельцер                        | Джефф Кутзе Джастін Гімелстоб                       | 7–6(7–3), 6–0                                       |
| 2007 | Джордан Керр Джим Томас                             | Натан Гілі Ігор Куніцин                             | 6–3, 7–5                                            |
| 2008 | Марді Фіш Джон Ізнер                                | Роган Бопанна Айсам-уль-Хак Куреші                  | 6–4, 7–6(7–1)                                       |
| 2009 | Джордан Керр Ражів Рам                              | Міхаель Кольманн Рогір Вассен                       | 6–7(6–8), 7–6(7–9), [10–6]                          |
| 2010 | Карстен Болл Кріс Гуччоне                           | Сантьяго Гонсалес Тревіс Реттенмаєр                 | 6–3, 6–4                                            |
| 2011 | Меттью Ебден Раян Гаррісон                          | Юган Брунстрем Аділ Шамасдін                        | 4–6, 6–3, [10–5]                                    |
| 2012 | Сантьяго Гонсалес Скотт Ліпскі                      | Колін Флемінг Росс Гатчінс                          | 7–6(7–3), 6–3                                       |
| 2013 | Ніколя Маю Едуар Роже-Васслен                       | Тім Смичек Райн Вільямс                             | 6–7(4–7), 6–2, [10–5]                               |
| 2014 | Кріс Гуччоне Ллейтон Г'юїтт                         | Джонатан Ерліх Ражів Рам                            | 7–5, 6–4                                            |
| 2015 | Джонатан Маррей Айсам-уль-Хак Куреші                | Ніколас Монро Мате Павич                            | 4–6, 6–3, [10–8]                                    |
| 2016 | Сем Грот Кріс Гуччоне                               | Джонатан Маррей Аділ Шамасдін                       | 6–4, 6–3                                            |
| 2017 | Айсам-уль-Хак Куреші Ражів Рам                      | Метт Рейд Джон-Патрік Сміт                          | 6–4, 4–6, [10–7]                                    |
| 2018 | Джонатан Ерліх Артем Сітак                          | Марсело Аревало Мігель Ангел Реєс-Варела            | 6–1, 6–2                                            |
| 2019 | Марсель Гранольєрс Сергій Стаховський               | Марсело Аревало Мігель Ангел Реєс-Варела            | 6–7(10–12), 6–4, [13–11]                            |
| 2020 | Не проводився через Пандемію коронавірусної хвороби | Не проводився через Пандемію коронавірусної хвороби | Не проводився через Пандемію коронавірусної хвороби |
| 2021 | Вільям Блумберґ Джек Сок                            | Остін Крайчек Вашек Поспішил                        | 6–2, 7–6(7–3)                                       |
| 2022 | Вільям Блумберґ Стів Джонсон                        | Равен Класен Марсело Мело                           | 6–4, 7–5                                            |
| 2023 | Натаніел Ламмонс Джексон Вітроу                     | Вільям Блумберґ Макс Перселл                        | 6–3, 5–7, [10–5]                                    |
| 2024 | Андре Ґоранссон Sem Verbeek                         | Роберт Кеш James Tracy                              | 6–3, 6–4                                            |